# Austrofundulus rupununi
Austrofundulus rupununi är en fiskart som beskrevs av Hrbek, Taphorn och Jamie E. Thomerson 2005. Austrofundulus rupununi ingår i släktet Austrofundulus och familjen Rivulidae. Inga underarter finns listade.